# Microcyclops subaequalis
Microcyclops subaequalis – gatunek widłonoga z rodziny Cyclopidae. Nazwa naukowa tego gatunku skorupiaków została opublikowana w 1928 roku na podstawie prac naukowych niemieckiego zoologa Friedricha Kiefera.